# Koolzaad
Koolzaad (Brassica napus) is een een- of tweejarige plant uit de kruisbloemenfamilie (Brassicaceae). Het is een alloploïde plant, die ontstaan is uit een kruising van Brassica rapa en Brassica oleracea. Het aantal chromosomen is 2n = 38, waarvan 20 afkomstig zijn van Brassica rapa en 18 van Brassica oleracea.
Producten van de koolzaadplant zijn, naast koolzaadolie en stro, koolzaadschroot dat na persing overblijft. Het is rijk aan onverzadigde vetzuren, eiwitten, vitaminen en mineralen en gewild als krachtvoer voor het vee. Het is een alternatief voor geïmporteerde soja.
Koolzaad is wereldwijd een belangrijk akkerbouwgewas. In de maanden april en mei zijn de helgele velden aantrekkelijk voor dagjesmensen.

## Geschiedenis
Koolzaad komt oorspronkelijk uit het oostelijke deel van de Middellandse Zee waar de olie werd gebruikt voor consumptie en als lampolie. In India komt koolzaad rond 2000 v. Chr. al voor. De Romeinen kenden de plant. In Midden-Europa komt de plant sinds de veertiende eeuw voor Vanaf de zeventiende eeuw wordt er een grotere oppervlakte koolzaad verbouwd en is koolzaad het belangrijkste oliegewas in Nederland en Noord-Duitsland. Het Groninger volkslied (1919) vermeldt koolzaad als de gouden rand voor het juweel de stad Groningen. In het begin werd de olie vooral in olielampen toegepast. Vanaf het begin van de negentiende eeuw werd de olie ook meer en meer voor voedingsdoeleinden gebruikt. De olie smaakte echter bitter vanwege het hoge gehalte aan erucazuur, waardoor het gebruik voornamelijk beperkt bleef tot lampolie, smeermiddel in stoommachines en voor de productie van zeep. Door het hoge gehalte aan erucazuur was koolzaad ook ongeschikt als veevoer. In de beide wereldoorlogen werd de teelt in Duitsland sterk uitgebreid, vooral voor de productie van margarine.
Koolzaad wordt in de 21e eeuw ook gebruikt voor de productie van biobrandstof.
In het midden van de jaren 1970 kwamen de enkelnul- en een tiental jaren later de dubbelnulrassen op de markt. Door de dubbelnulrassen werd de olie geschikt voor consumptie en het restproduct, de perskoeken, voor veevoer. Hierdoor breidde de teelt in Europa zich uit. In 1976 werd het eerste erucazuur-arme ras, Primor, op de Nederlandse Beschrijvende Rassenlijst voor Landbouwgewassen geplaatst. Dit ras werd eerder in 1973 opgenomen op de Franse rassenlijst. In 1982 wordt vrijwel alleen nog het erucazuur-arme ras, Jet Neuf, die in 1979 op de rassenlijst kwam, in Nederland op 11.000 ha geteeld. In 1989 werd 6300 ha koolzaad in Nederland verbouwd. In 1989 werd het eerste erucazuur- en glucosinolaat-arme ras, Arabella, op de Nederlandse Beschrijvende Rassenlijst voor Landbouwgewassen geplaatst. In Duitsland kwam dit ras in 1986 op de rassenlijst.

## Beschrijving

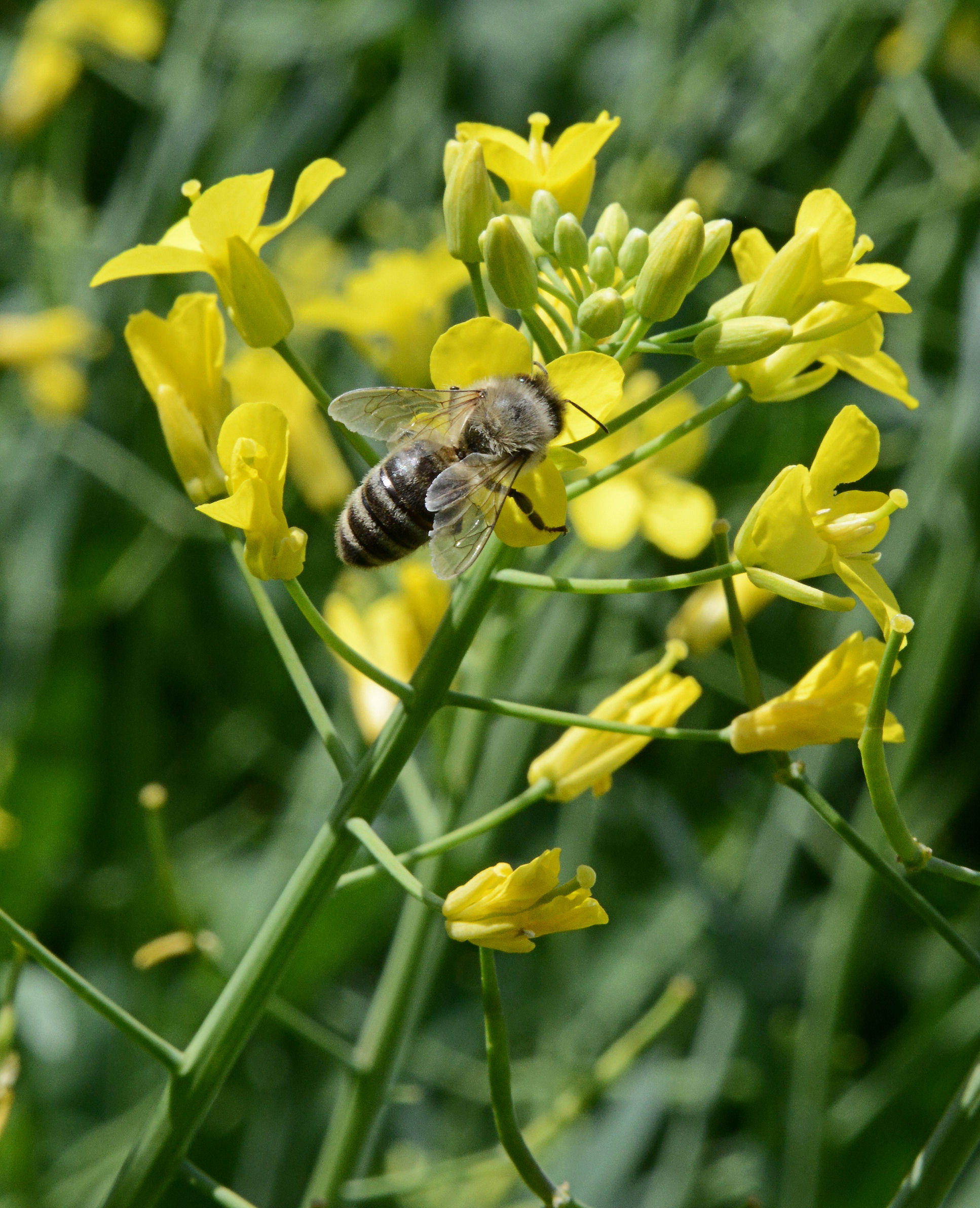
Honingbij op koolzaad

De plant wordt 30-150 cm hoog en kan een vlezige penwortel vormen. De rechtopgaande, holle stengel is naar boven toe vertakt. Alle bladeren ook de onderste zijn blauwgroen en ten minste aan de onderzijde op de middennerf met borstelharen. De bovenste bladeren zijn stengelomvattende met een ondiep-hartvormige voet. De onderste, langronde tot lancetvormige bladeren hebben een tot 15 cm lange bladsteel en een 5-25 cm lange en 2-7 cm brede bladschijf. De bladschijf is vaak ongedeeld of heeft tot 6 veerdelige lobben. De eindlob is eirond en heeft een getande rand. De andere lobben hebben een getande of ongetande bladrand.
In het wild bloeit koolzaad van april tot augustus. De tweeslachtige, gele bloemen hebben vier kroon- en vier kelkbladen en staan met twintig tot veertig bloemen in een tros. De bloemen aan de tros bloeien van beneden naar boven. De omgekeerd-eironde kroonbladen zijn 10-16 mm lang en 6-9 mm breed. Ze hebben een 5-9 mm lange nagel. De 5-10 mm lange en 1,5-2,5 mm brede kelkbladen zijn schuin afstaand. De bloem heeft zes, 7-10 mm lange, viermachtige meeldraden. De twee korte meeldraden staan aan de voet naar buiten gekromd in de buitenste krans en de vier lange staan rechtop in de binnenste krans. De langwerpige helmknoppen zijn 1,5-2,5 mm lang. Aan de voet van de twee korte meeldraden zitten op de bloembodem een paar honingklieren. De stamper heeft een bovenstandig vruchtbeginsel. Hij kan zowel zichzelf bestuiven als door bijen of hommels bestoven worden.

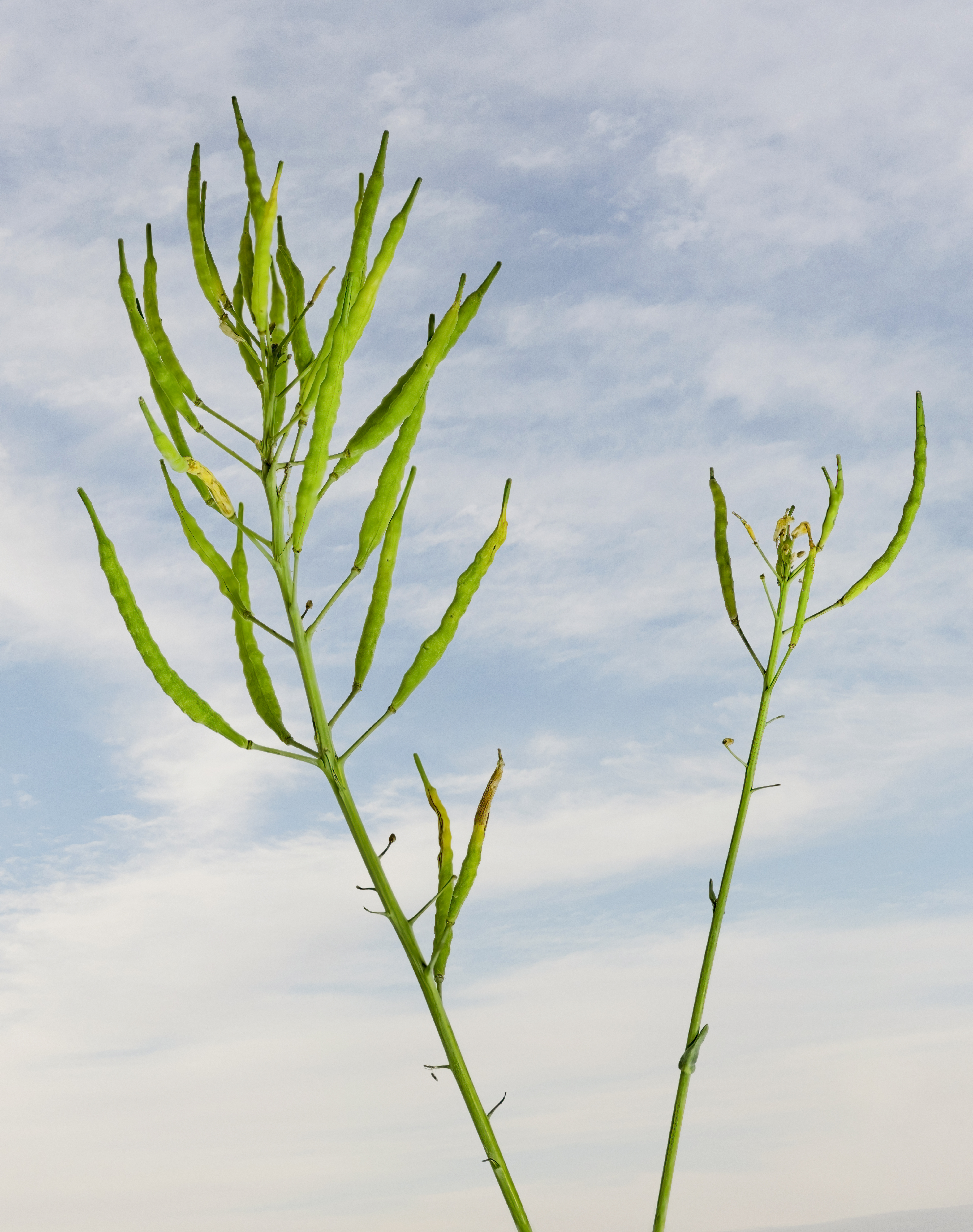
Hauw

De cilindrische tot iets vierkante hauw is 5-10 cm lang en 3,5-5 mm dik en heeft een 8-15 mm lange snavel. Bij raapzaad is de snavel 15-20 mm lang. De hauw bevat twaalf tot twintig donkerbruine tot zwartachtige, ronde zaden. De zaden zijn 1,5-2,5 mm groot en hebben een fijn netvormige zaadhuid.
Koolzaad is te onderscheiden van raapzaad (Brassica rapa subsp. oleifera) doordat de knoppen van de ongeopende bloemen hoger zitten dan de bloemen, terwijl bij het raapzaad de bloemen de knoppen bedekken. Het koolzaad bloeit ook iets later.

### Bloemdiagram

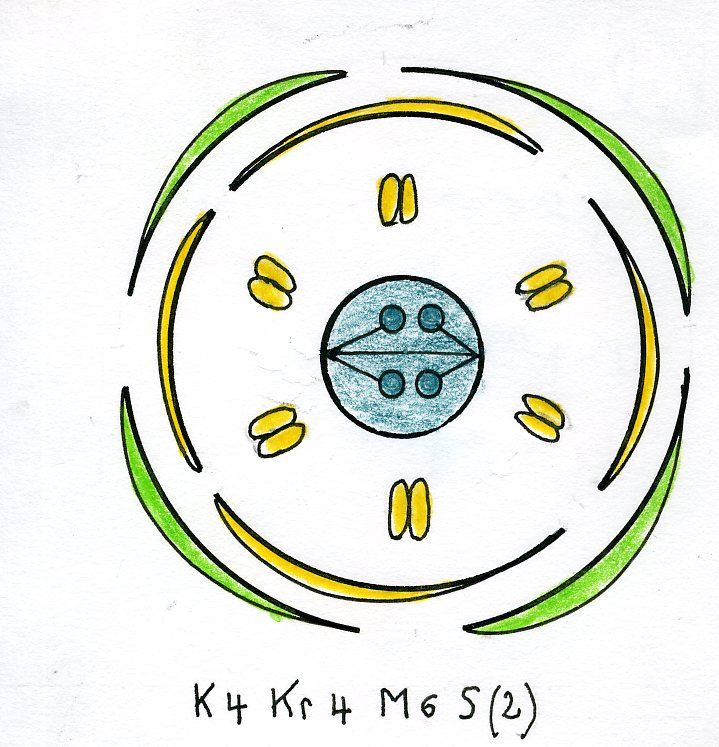
Bloemdiagram

Koolzaad heeft de bloemformule * K4 C4 A6 G(2) hauw en het nevenstaande bloemdiagram: de bloem is actinomorf, heeft vier kelkbladen, vier kroonbladen, zes meeldraden en twee vergroeide vruchtbladen, die een hauwvrucht vormen.

## Teelt
Koolzaad wordt in een wisselteelt toegepast met om de drie tot vier jaar koolzaad. Het levert per hectare zestien tot zeventien ton droge stof op. Ongeveer negen ton van het gewas blijft als stoppel en wortelgestel achter in de bodem en wordt omgezet in humus.

## Winter- en zomerkoolzaad

### Winterkoolzaad
Winterkoolzaad wordt tussen half augustus en begin september gezaaid en geoogst in de eerste helft van juli van het daarop volgende jaar. Per hectare wordt 5-9 kg zaaizaad gebruikt. Hiermee wordt een standdichtheid van vijftig tot tachtig planten per vierkante meter verkregen. De afstand tussen de plantenrijen bedraagt 12,5 of 25 cm.
Van winterkoolzaad zijn er zogenaamde dubbelnulrassen en enkelnulrassen. Bij de dubbelnulrassen is zowel het erucazuur- als het glucosinolaatgehalte in het geoogste zaad laag. Enkelnulrassen hebben een laag erucazuurgehalte maar een hoog glucosinolaatgehalte en worden niet meer gezaaid.

### Zomerkoolzaad
In Nederland wordt nauwelijks zomerkoolzaad geteeld. Zomerkoolzaad wordt tussen half maart en 10 april gezaaid. De oogst van zomerkoolzaad vindt plaats tussen half augustus en eind augustus. Zomerkoolzaad heeft een kort groeiseizoen en brengt daardoor minder op.

## Ziekten en aantastingen

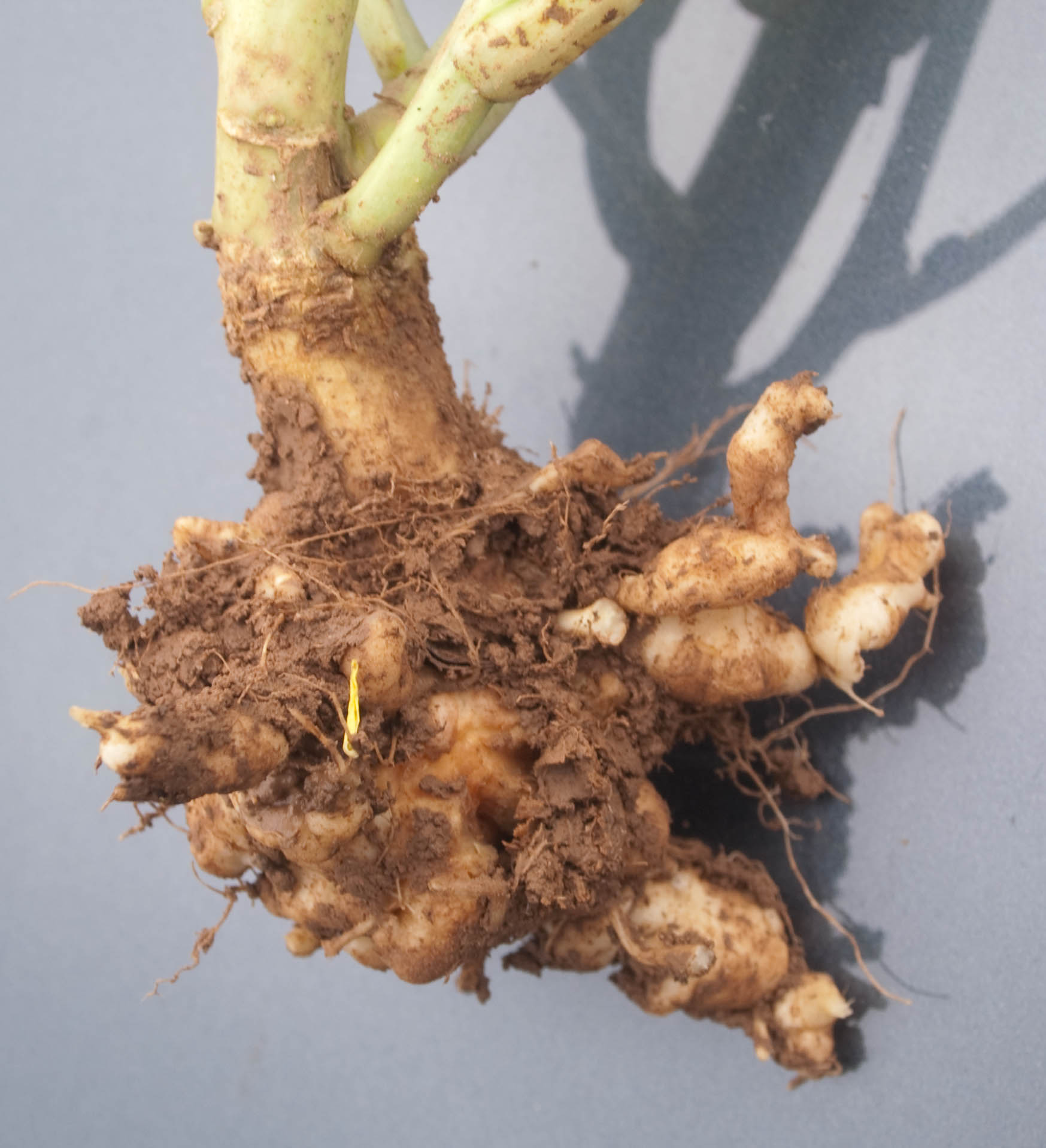
Knolvoet

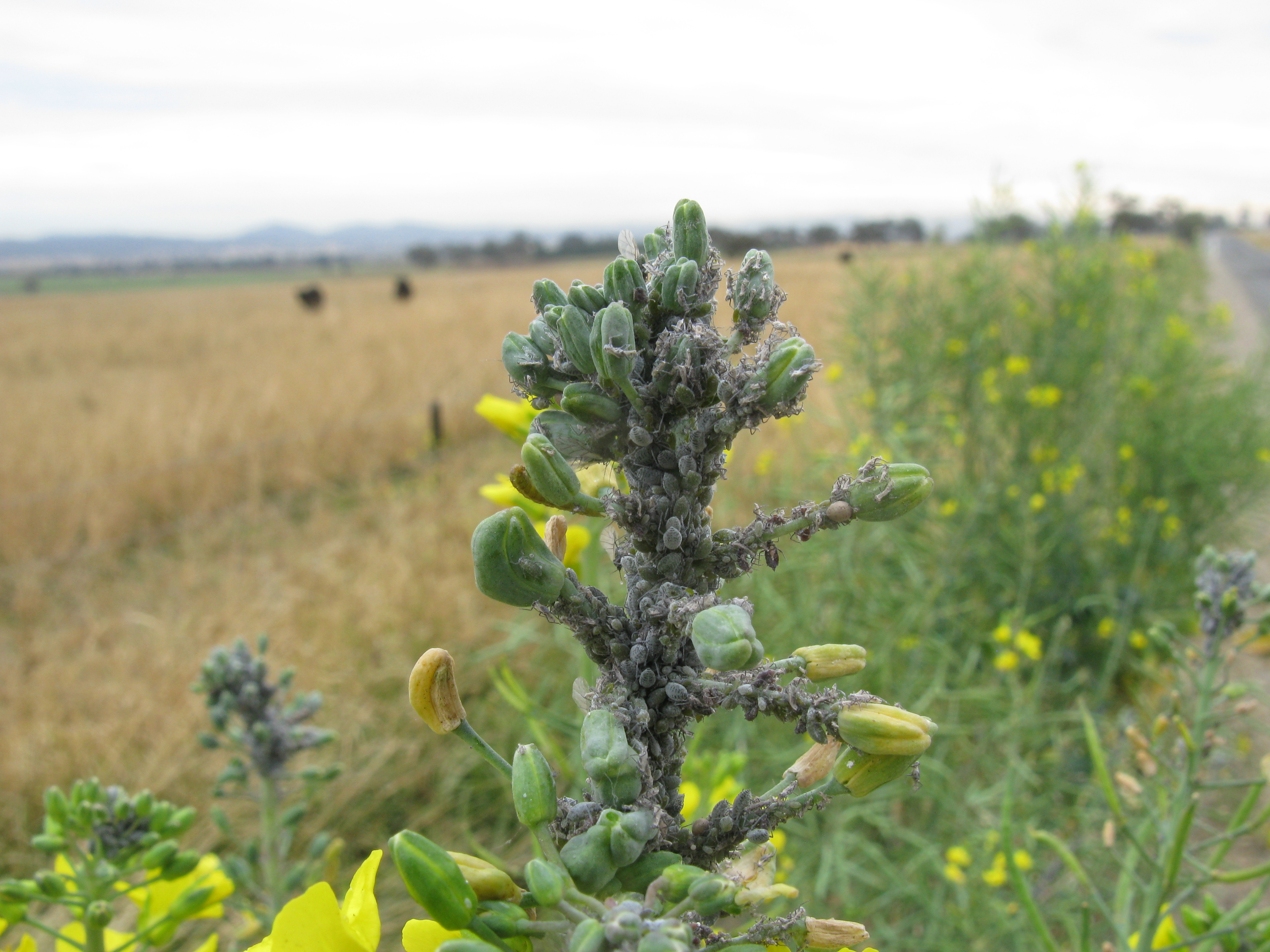
Melige koolluis

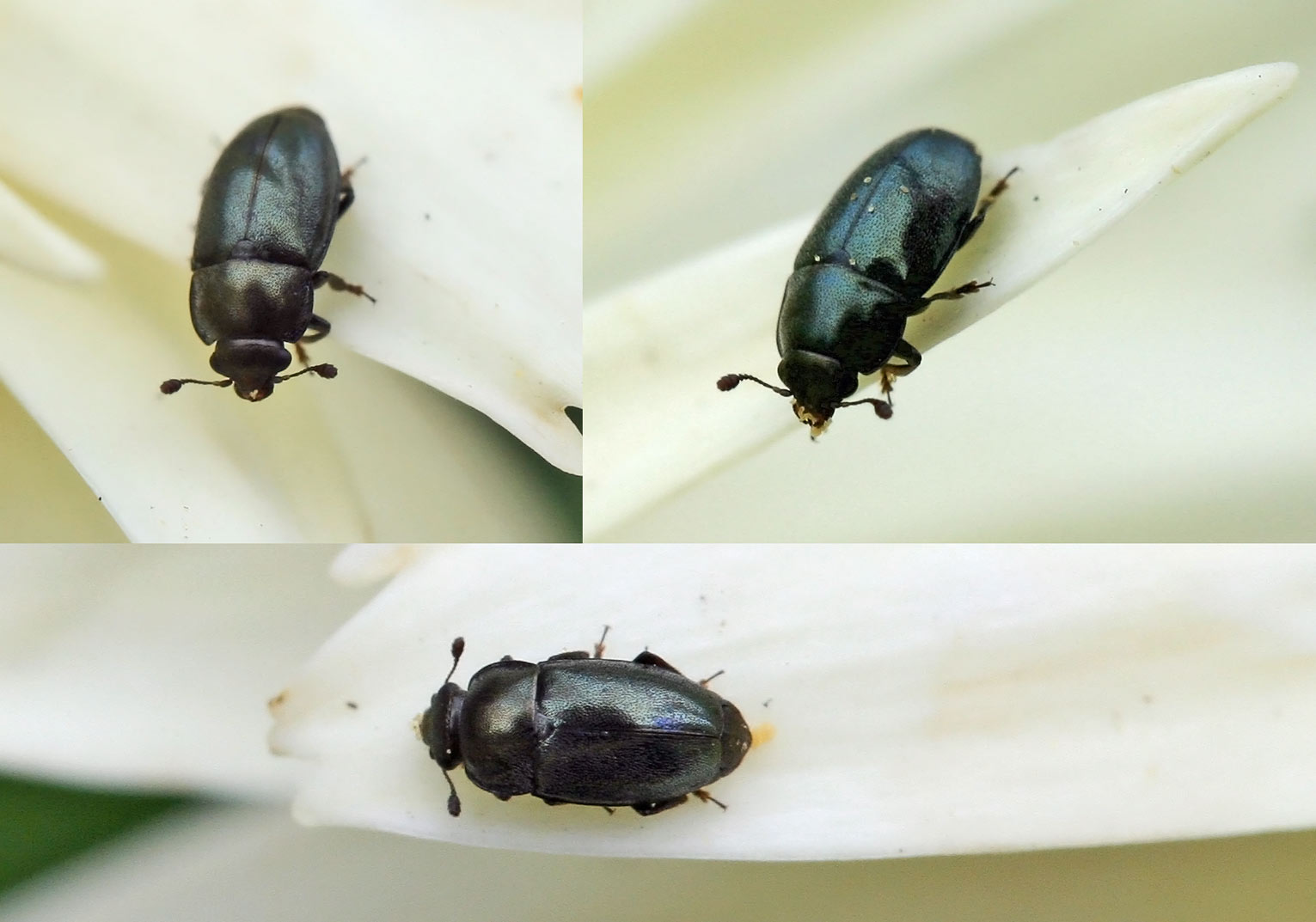
Koolzaadglanskever (tot 2 mm lang)

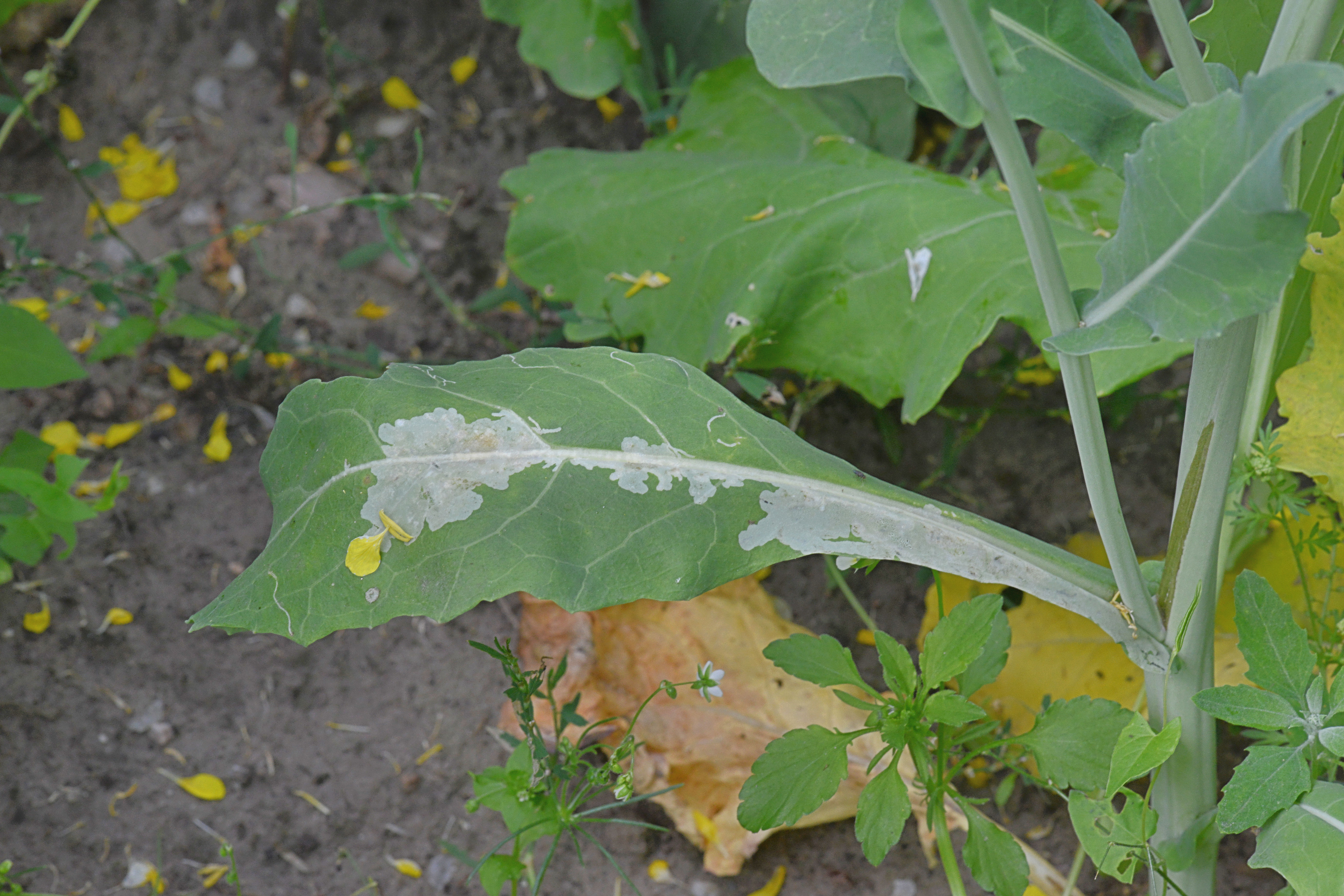
Schade door mineervlieg

De insecten geven in Nederland meer schade dan de schimmels. Bij winterkoolzaad kunnen gevlekte akkerslakken veel schade veroorzaken aan de jonge planten.

### Schimmels en virussen
- Sclerotiënrot of rattekeutelziekte (Sclerotinia sclerotiorum)
- Vallers of kankerstronken (Leptosphaeria maculans' anam. Phoma lingam) zijn veel voorkomende ziekten.
- Spikkelziekte (Alternaria brassicae en Alternaria brassicola) is een veel voorkomende ziekte.
- Knolvoet (Plasmodiophora brassicae)
- Verwelkingsziekte (Verticillium dahliae)
- Bladvlekkenziekte op stengel en hauwen (Pyrenopeziza brassicae anam. Cylindrosporium concentricum)
- Valse meeldauw (Peronospora parasitica)
- Turnip yellow mosaic virus (TYMV)

### Insecten en aaltjes
De aardvlooien kunnen in een jong gewas soms veel schade veroorzaken.
- Koolzaadaardvlo (Psylliodes chrysocephala)
- Zwarte koolzaadaardvlo (Phyllotetra atra)
- Blauwe koolzaadaardvlo (Phyllotetra cruciferae)
- Galboorsnuitkever (Ceuthorhynchus pleurostigma)
- Stengelboorsnuitkever (Ceuthorrhynchus quadridens)
- Koolzaadglanskever (Meligethes aeneus)
- Koolzaadsnuitkever (Ceuthorhynchus assimilis) is een veel voorkomend insect.
- Koolzaadhauwgalmug (Dasineura brassicae) is een veel voorkomend insect.
- Knollenbladwesp (Athalia rosae)
- Mineervliegen (Phytomyza rufipes en Chromatomyia horticola)
- Melige koolluis (Brevicoryne brassicae)
- Wit bietencystenaaltje (Heterodera schachtii)
- Koolcystenaaltje (Heterodera cruciferae)

## Oogst

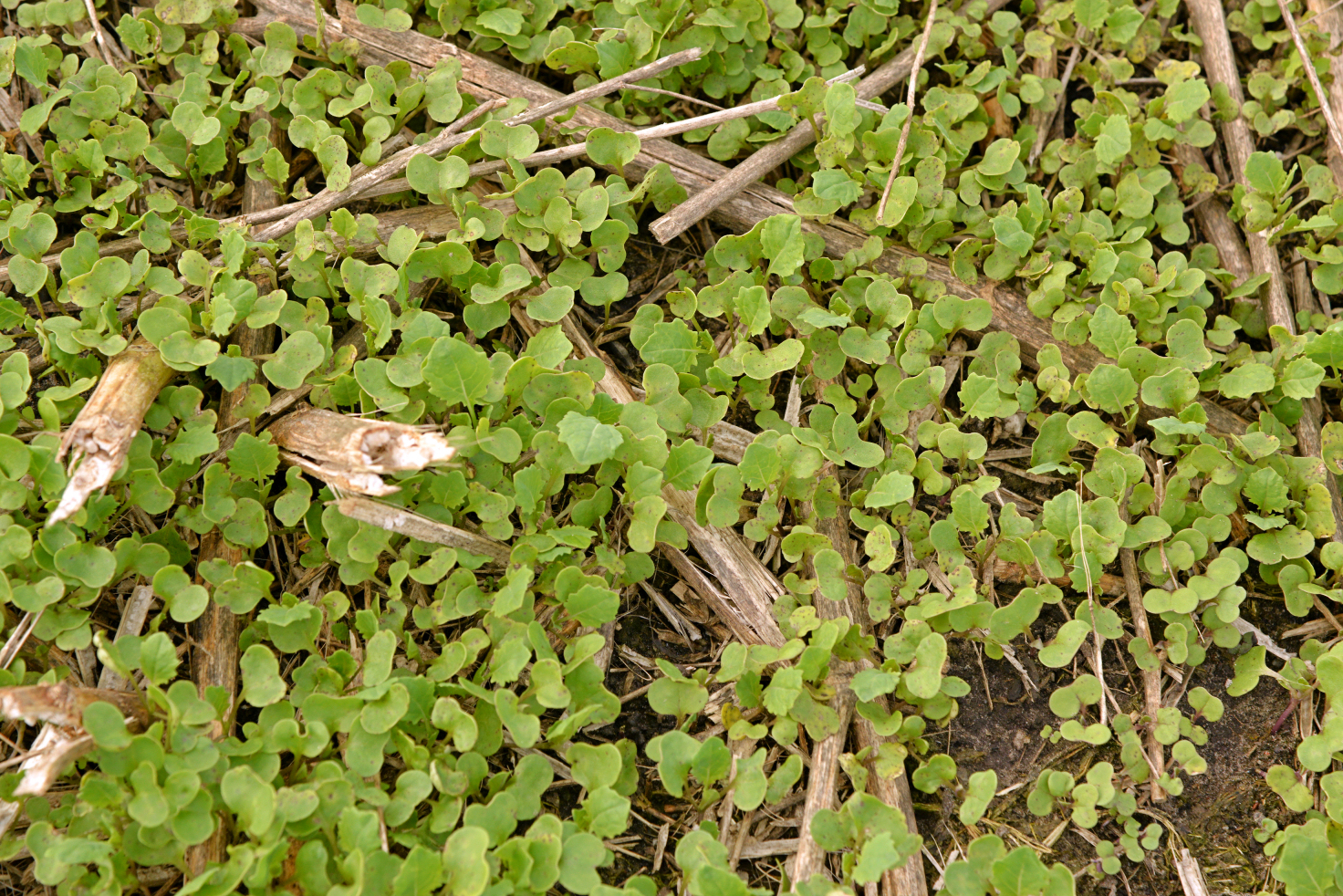
Opslag uit zaadverlies

Het oogsten gebeurt op het moment dat de middelste hauwen geel tot grijsbeige van kleur zijn. Doordat de hauwen van beneden naar boven afrijpen, de bloemen bloeien aan de bloeiwijze namelijk van beneden naar boven, geven de middelste hauwen het beste oogsttijdstip weer. Wordt gewacht totdat alle hauwen rijp zijn dan treedt door het openspringen van de hauwen veel zaadverlies op. Voor het oogsten wordt het gewas in Nederland vaak eerst in het zwad gemaaid en één tot twee weken later gevolgd door het opraapdorsen. Ook kan direct van stam gemaaidorst worden. Het zaad moet daarna vaak nagedroogd worden. Van belang bij het zwadmaaien is dat de hauwen zo min mogelijk op de grond komen te liggen. Daarom wordt op een hoogte van 20–25 cm gemaaid, waardoor een lange stoppel achterblijft en is het belangrijk dat de rassen voldoende lang stro hebben. Ook moeten de vertakking en de hauwen op een ongelijke hoogte zitten. Tevens mogen de hauwen niet te gemakkelijk openspringen.
Bij te vroeg oogsten is het chlorofylgehalte van het zaad te hoog en heeft het ook een hoog gehalte aan ongewenste vrije vetzuren. Het chlorofyl is afkomstig van het kiempje in het zaad. Na de oogst moet er door enkele keren een lichte grondbewerking uit te voeren voor gezorgd worden dat het uitgevallen zaad gaat kiemen, omdat anders nog jaren later opslag kan plaatsvinden.

## Koolzaadolie
Uit het zaad wordt koolzaadolie getrokken die vele toepassingen heeft. Koudgeperste olie maakt slechts 8% van de oogstopbrengst per hectare uit.
Van koolzaadolie kan biodiesel gemaakt worden. Daarnaast kan het ook in pure vorm of vermengd met dieselolie in (aangepaste) dieselmotoren gebruikt worden. Een hectare winterkoolzaad brengt ongeveer 4500 kilo zaad op en zomerkoolzaad een derde minder. Het koolzaad bevat 40 tot 45% olie. Per hectare kan ongeveer 1300 liter biodiesel geproduceerd worden of ongeveer 1600 liter PPO.

## EEG-steun
De voormalige EEG verleende steun om de verbouw van koolzaad te stimuleren. Met de komst van enkelnulrassen, die arm zijn aan het omega 9-vetzuur erucazuur of aan glucosinolaat, werd de steun ingetrokken voor rassen die rijk zijn aan beide stoffen. Ter bevordering van de overgang van enkelnul- naar dubbelnulrassen werd door de EEG in 1990 en 1991 ook nog een toeslag verleend. In 1991 mocht koolzaad nog tot 35 micromol glucosinolaat per gram zaad bevatten om voor deze toeslag in aanmerking te komen. Vanaf 1992 werd alleen nog steun verleend aan de teelt van dubbelnulrassen met een glucosinolaatgehalte van maximaal 20 micromol per gram zaad.

## Producenten
In 2012 werd wereldwijd 65 miljoen ton koolzaad geoogst. De grootste koolzaadproducenten zijn (cijfers 2005) India (7,3 miljoen ha), China (7,2 miljoen ha) en Canada (5,5 miljoen ha), tezamen goed voor bijna driekwart van de wereldproductie. De productie in de EU was anno 2007 6,7 miljoen ha, een stijging van 2 miljoen hectare in twee jaar, en de productie in 2005 lag zo'n 2,6 miljoen hoger dan die 20 jaar eerder. De grootste producenten binnen de EU zijn Frankrijk, Duitsland, Polen en het Verenigd Koninkrijk. De productie in België besloeg in 2007 ruim 10.000 ha. In Nederland werd op dat moment 4000 ha koolzaad verbouwd.
| Rang | Land                | Hoeveelheid in tonnen |
| ---- | ------------------- | --------------------- |
| 1    | Canada              | 15.409.500            |
| 2    | China               | 14.000.000            |
| 3    | India               | 6.776.000             |
| 4    | Frankrijk           | 5.463.063             |
| 5    | Duitsland           | 4.821.100             |
| 6    | Australië           | 3.427.294             |
| 7    | Verenigd Koninkrijk | 2.557.000             |
| 8    | Polen               | 1.865.598             |
| 9    | Verenigd Koninkrijk | 1.204.400             |
| 10   | Verenigde Staten    | 1.112.230             |
| 11   | Tsjechië            | 1.109.137             |
| 12   | Rusland             | 1.035.459             |
| 13   | Wit-Rusland         | 704.456               |
| 14   | Litouwen            | 632.900               |
| 15   | Pakistan            | 575.000               |
|      | Wereld              | 65.058.240            |

### In Nederland
In Nederland werd het gewas met name in de provincie Groningen en de Flevopolder enkele decennia geleden relatief veel geteeld. In de Flevopolder was het zeer geschikt als eerste gewas na de inpoldering omdat koolzaad niet gevoelig is voor de nog zilte bodem en omdat het vroeg opkomt en daardoor onkruid onderdrukt. Met dit gewas werd de bodem bewerkbaar gemaakt voor verdere landbouw. In het midden van de twintigste eeuw was nog 30.000 hectare bebouwd. Toen petroleum de prijs deed dalen liep de verbouw terug tot 6000 hectare omstreeks 1985. In 2000 bedroeg het areaal in Nederland 2.907 ha, in 2007 3400 ha, waarvan 252 ha zomerkoolzaad en in 2013 3.477 ha. In Nederland wordt overwegend winterkoolzaad verbouwd.
In 2003 besloeg het areaal in de provincie Groningen zo'n 600 ha. In 2004 was dit gegroeid naar 1.200 ha. Verreweg het merendeel van de velden ligt in het Oldambt (Oost-Groningen) met enkele percelen in Noord-Groningen. In 2007 werd ongeveer 650 hectare koolzaad geteeld in Oost-Nederland en in 2011 501 hectare.

## Genetisch gemodificeerde rassen
De volgende genetisch gemodificeerde rassen zijn in de EU toegelaten, in onderzoek of is de toelating verlopen.
| Ras                 | Firma                        | Eigenschap                               | Doel                                     | Aangevraagd | Toegelaten  | Details |
| ------------------- | ---------------------------- | ---------------------------------------- | ---------------------------------------- | ----------- | ----------- | ------- |
| GS40 / 90pHoe6 / Ac | Bayer CropScience            | Herbicideresistentie                     | Levens- en voedermiddel, Verbouw         | 1995        | aangevraagd | Details |
| GT73                | Monsanto                     | Herbicideresistentie                     | Levens- en voedermiddel, Invoer          | 1998        | toegelaten  | Details |
| GT73                | Monsanto                     | Herbicideresistentie                     | Levens- en voedermiddel, Invoer          | 2010        | aangevraagd | Details |
| Liberator pHoe6/Ac  | Bayer CropScience            | Herbicideresistentie                     | Levens- en voedermiddel, Verbouw         | 1998        | aangevraagd | Details |
| MS1 × RF2           | Bayer CropScience            | mannl. steriliteit, herbicideresistentie | Levens- en voedermiddel, Invoer, Verbouw | 1995        | verlopen    | Details |
| MS1 × RS1           | Bayer CropScience            | mannl. steriliteit, herbicideresistentie | Levens- en voedermiddel, Invoer, Verbouw | 1997        | verlopen    | Details |
| MS8 × RF3           | Bayer CropScience            | mannl. steriliteit, herbicideresistentie | Levens- en voedermiddel, Invoer          | 1996        | toegelaten  | Details |
| MS8 × RF3           | Bayer CropScience            | mannl. steriliteit, herbicideresistentie | Levens- en voedermiddel                  | 2010        | aangevraagd | Details |
| MS8 × RF3 × GT73    | Monsanto / Bayer CropScience | Herbicideresistentie                     | Levens- en voedermiddel, Invoer          | 2009        | aangevraagd | Details |
| T45                 | Bayer CropScience            | Herbicideresistentie                     | Levens- en voedermiddel, Invoer          | 2005        | toegelaten  | Details |
| TOPAS 19/2          | Bayer CropScience            | Herbicideresistentie                     | Levens- en voedermiddel, Invoer          | 1998        | verlopen    | Details |

### Zie ook

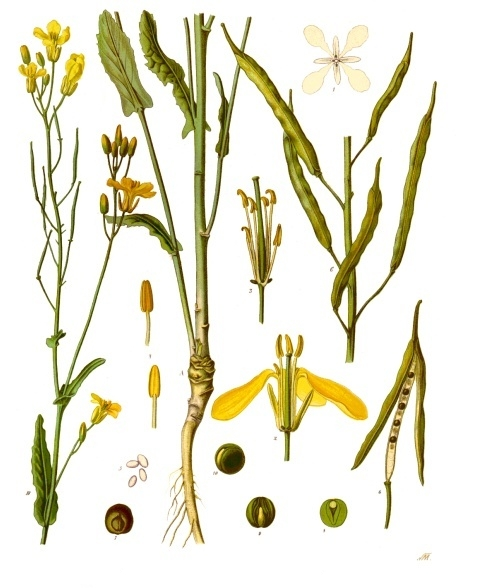
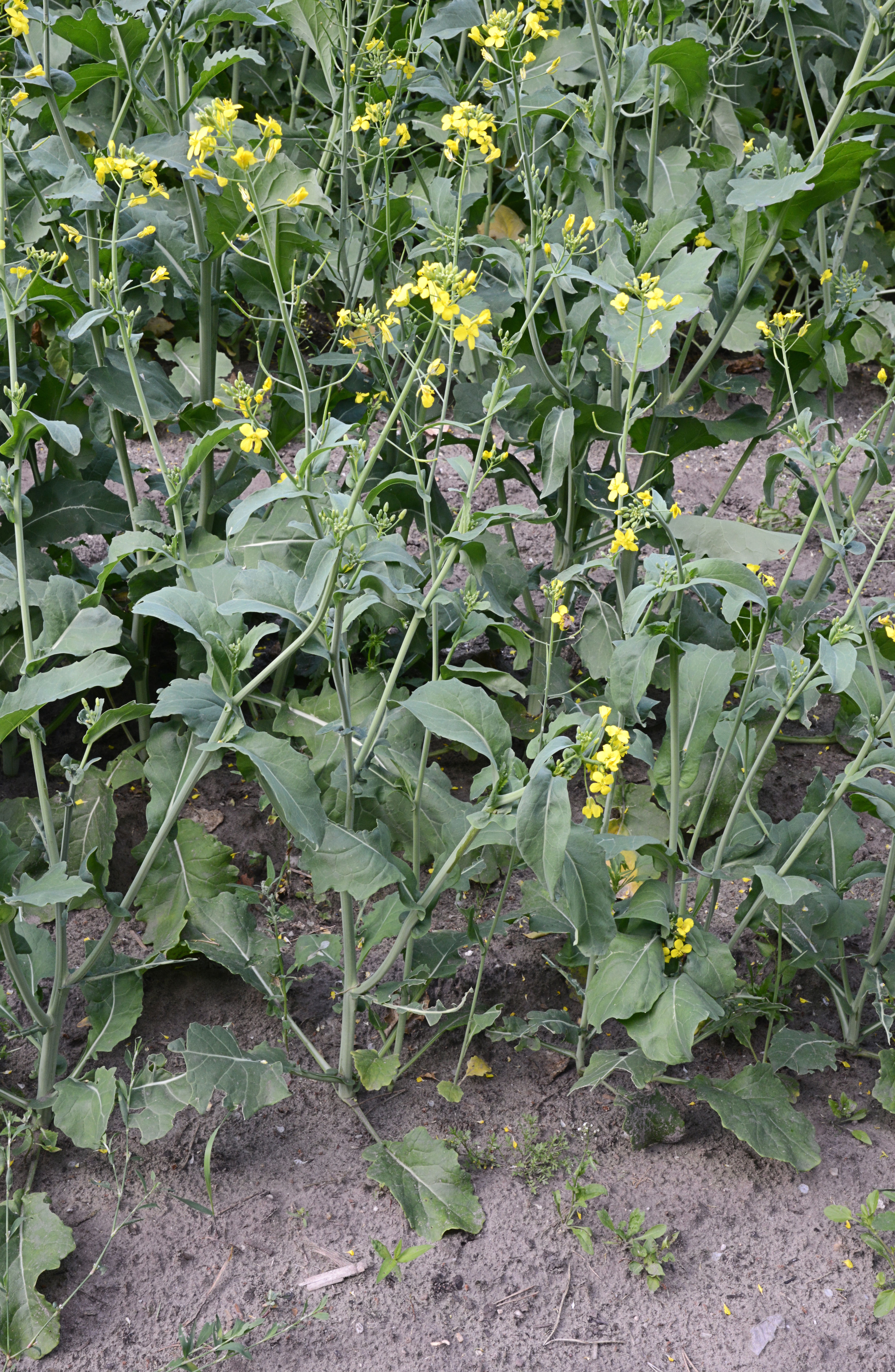
Bloeiende plant
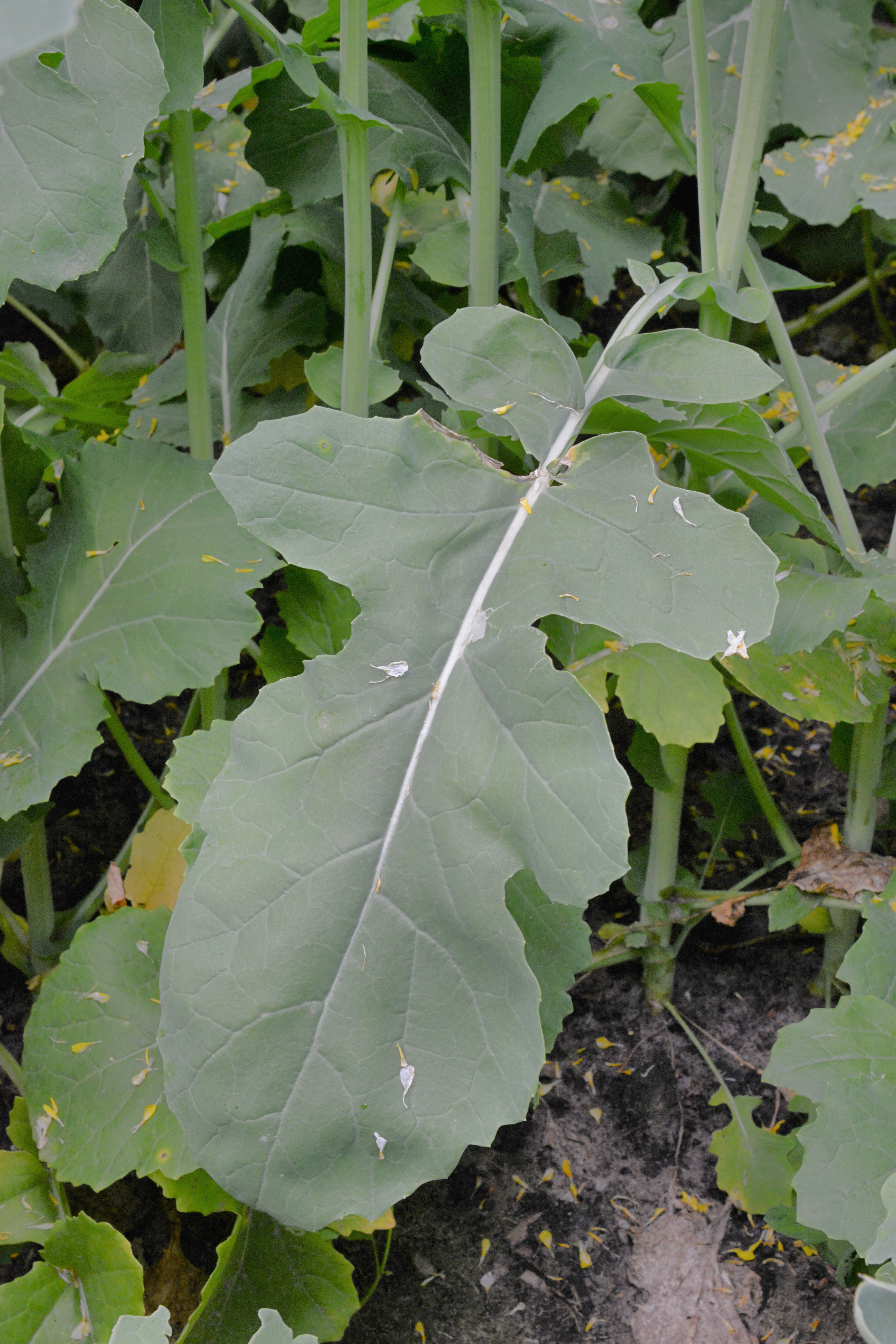
Onderste stengelblad
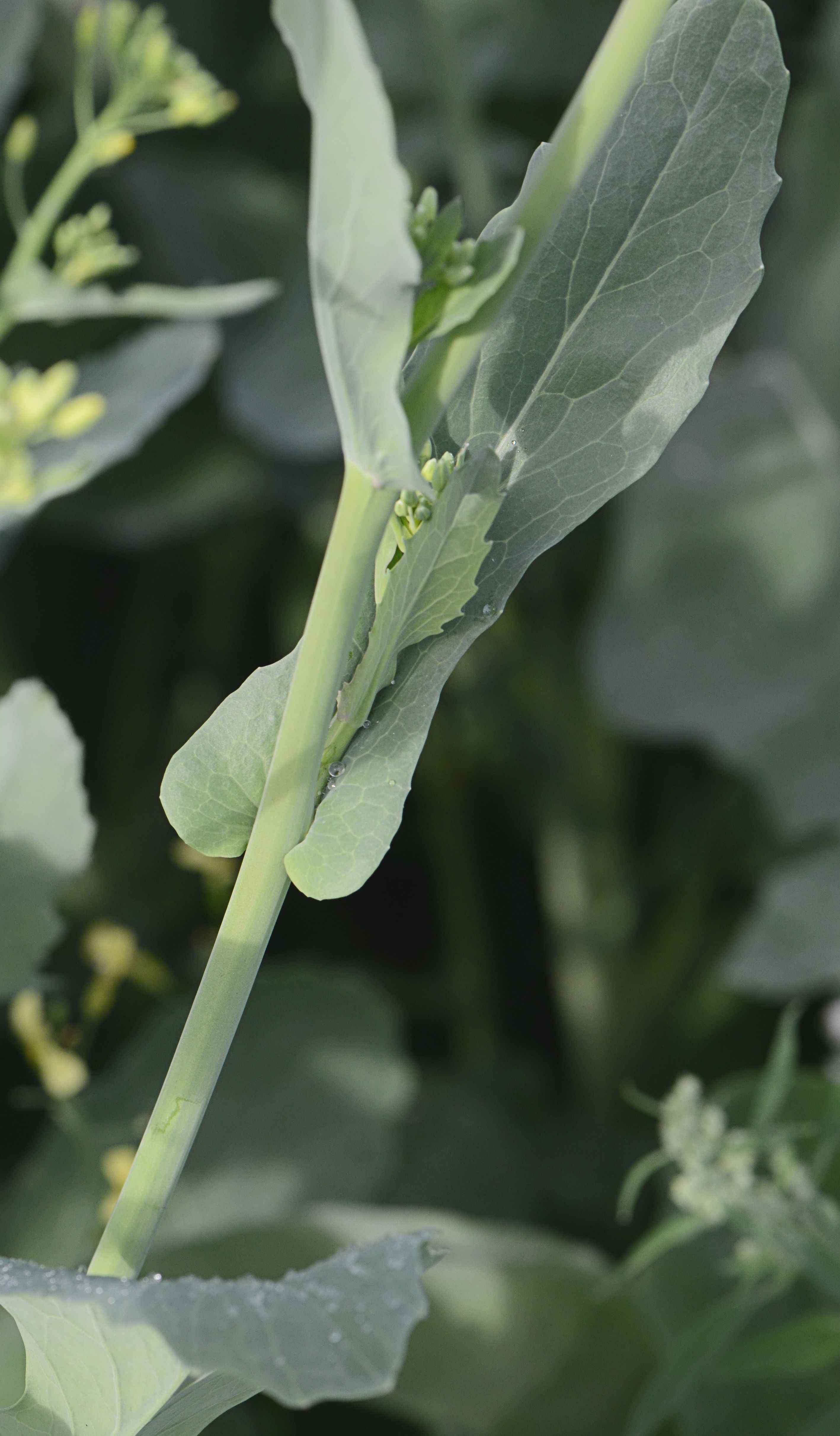
Bovenste stengelblad
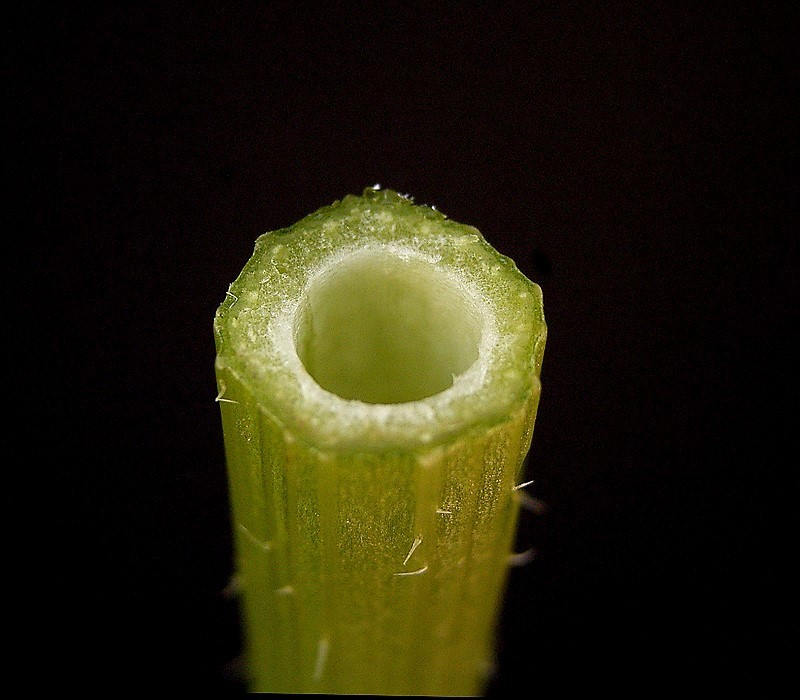
Holle stengel
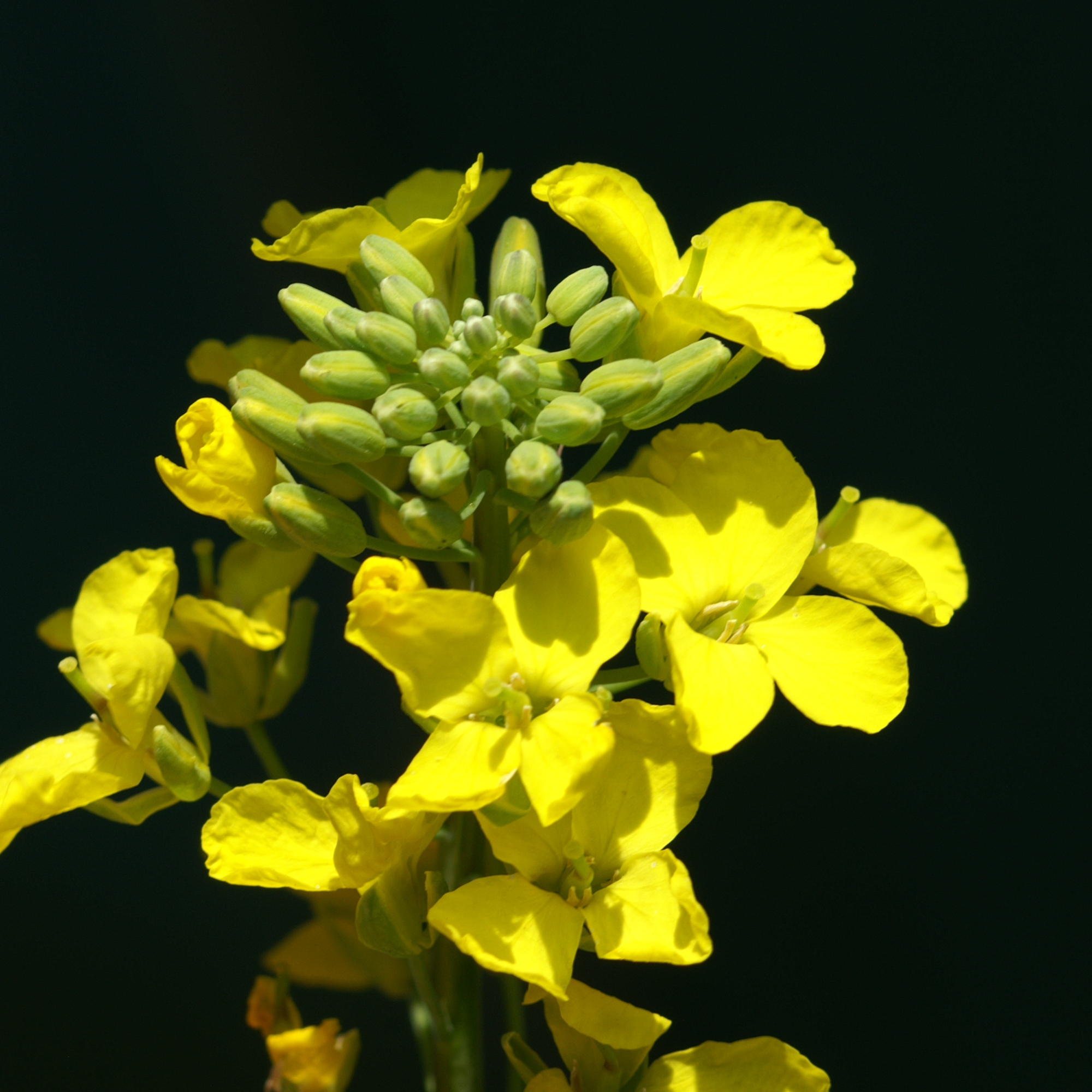
Bloeiwijze
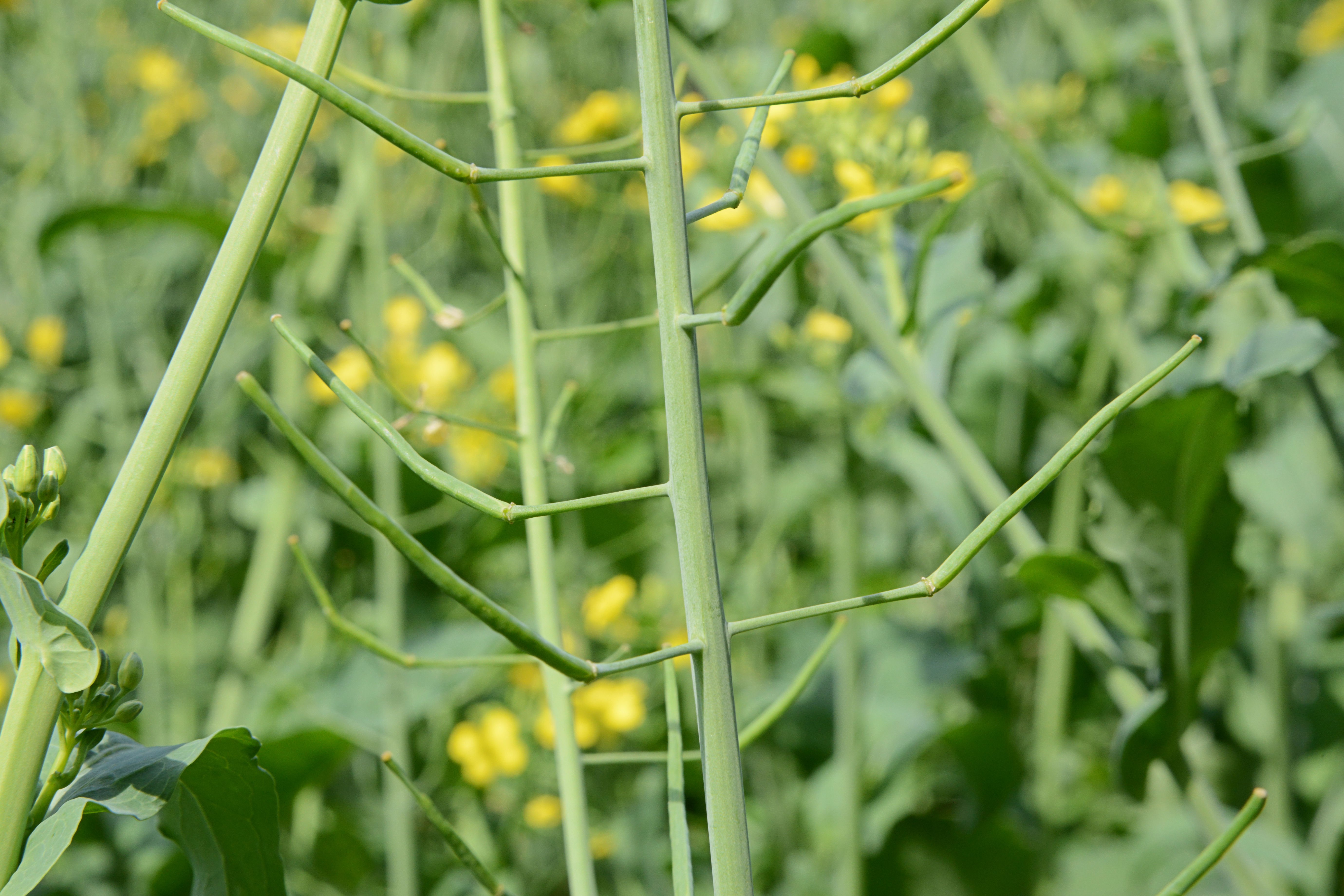
Jonge hauwen
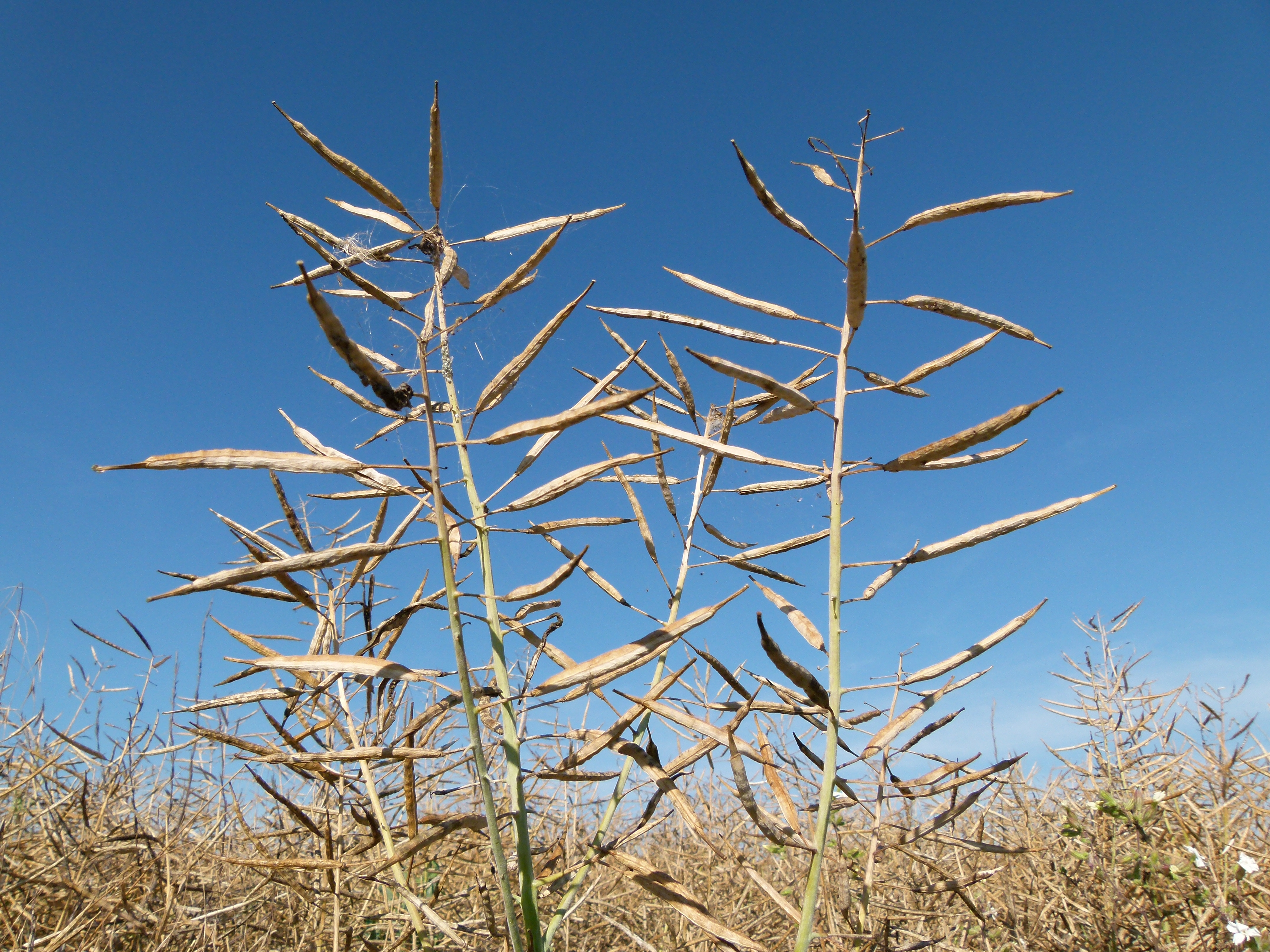
Rijpe hauwen
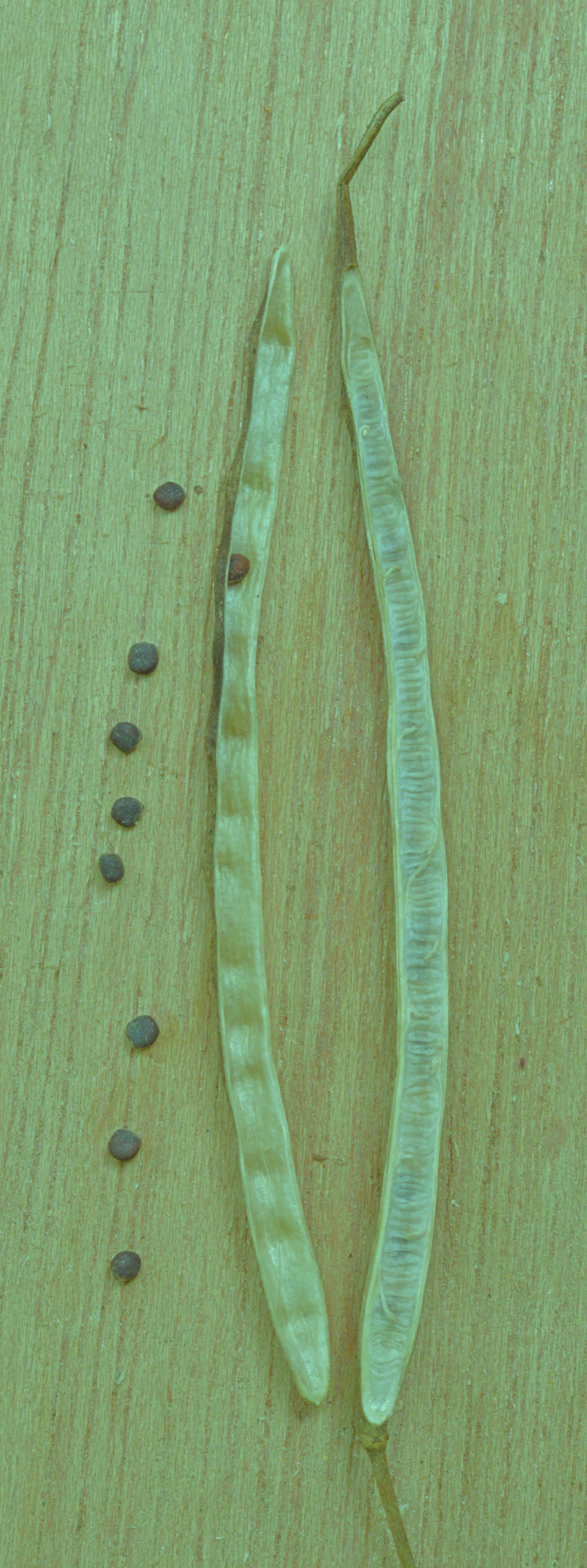
Rijpe hauw met zaden
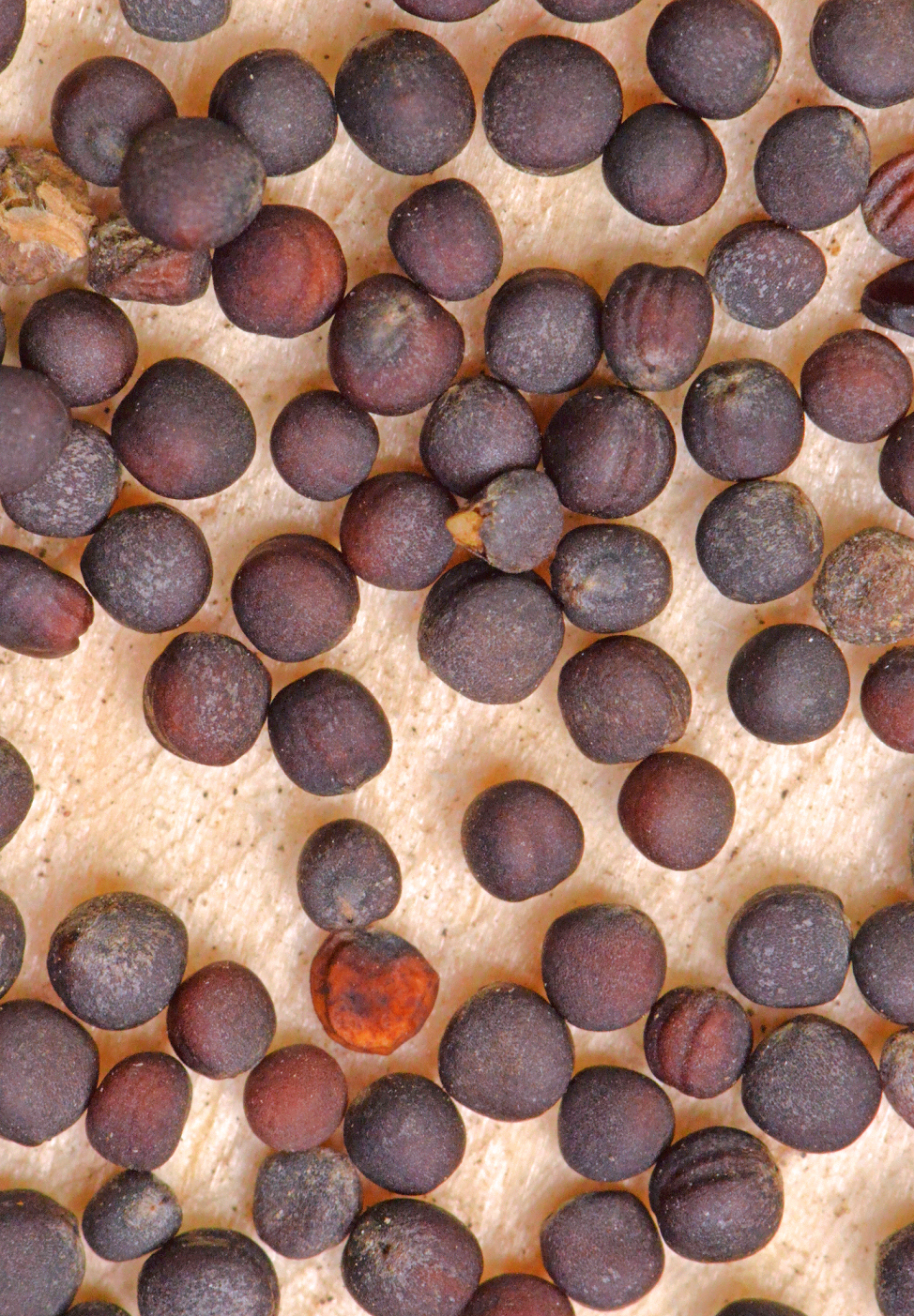
Zaden
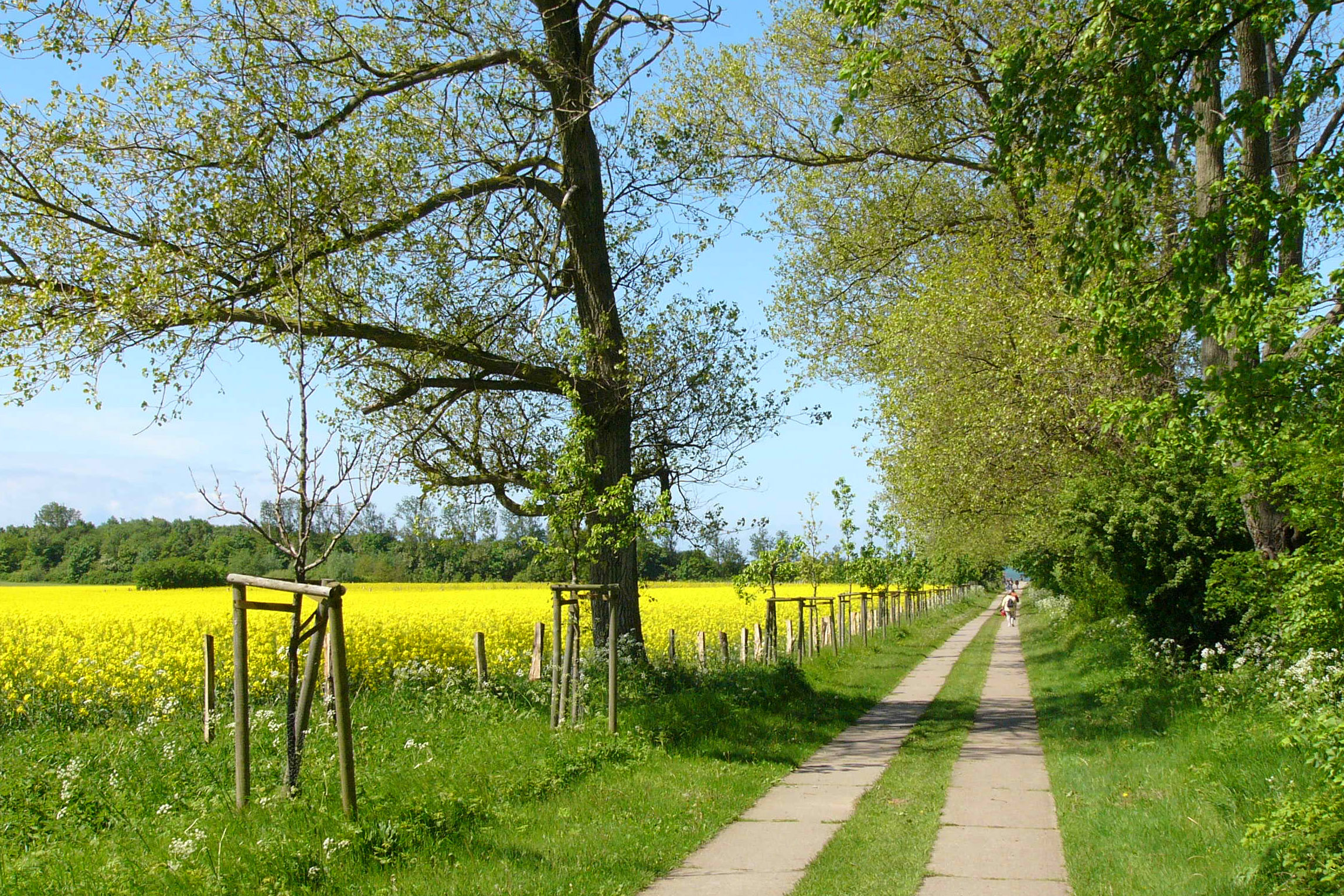
Koolzaadteelt in Duitsland
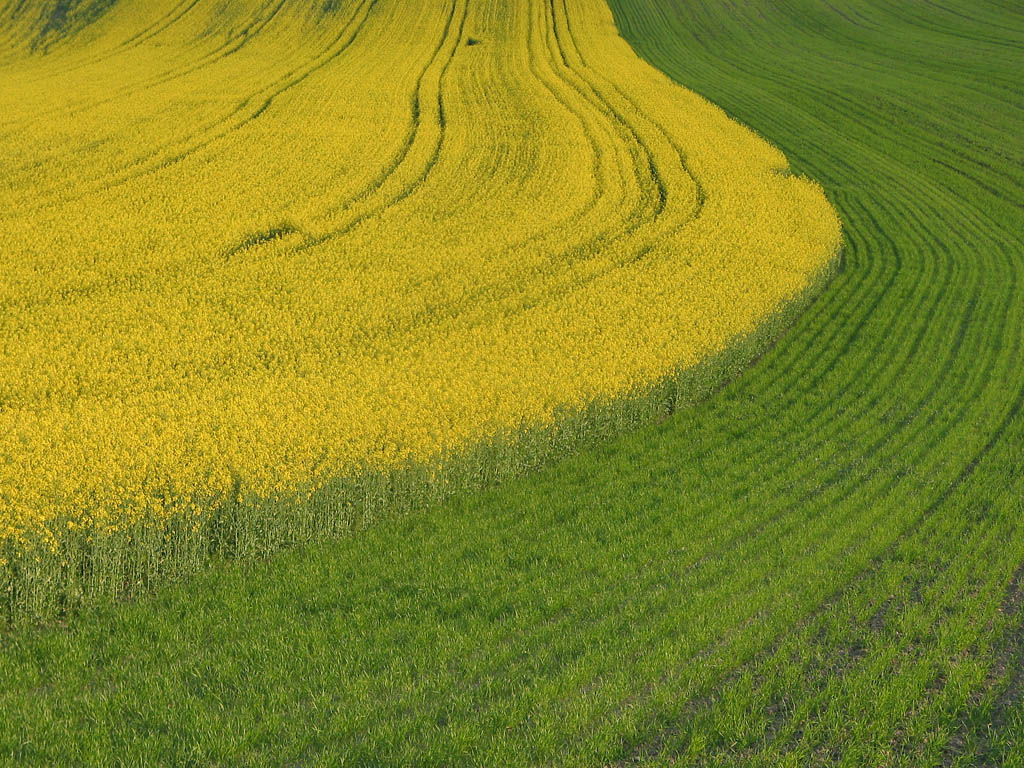
Koolzaadteelt in Duitsland
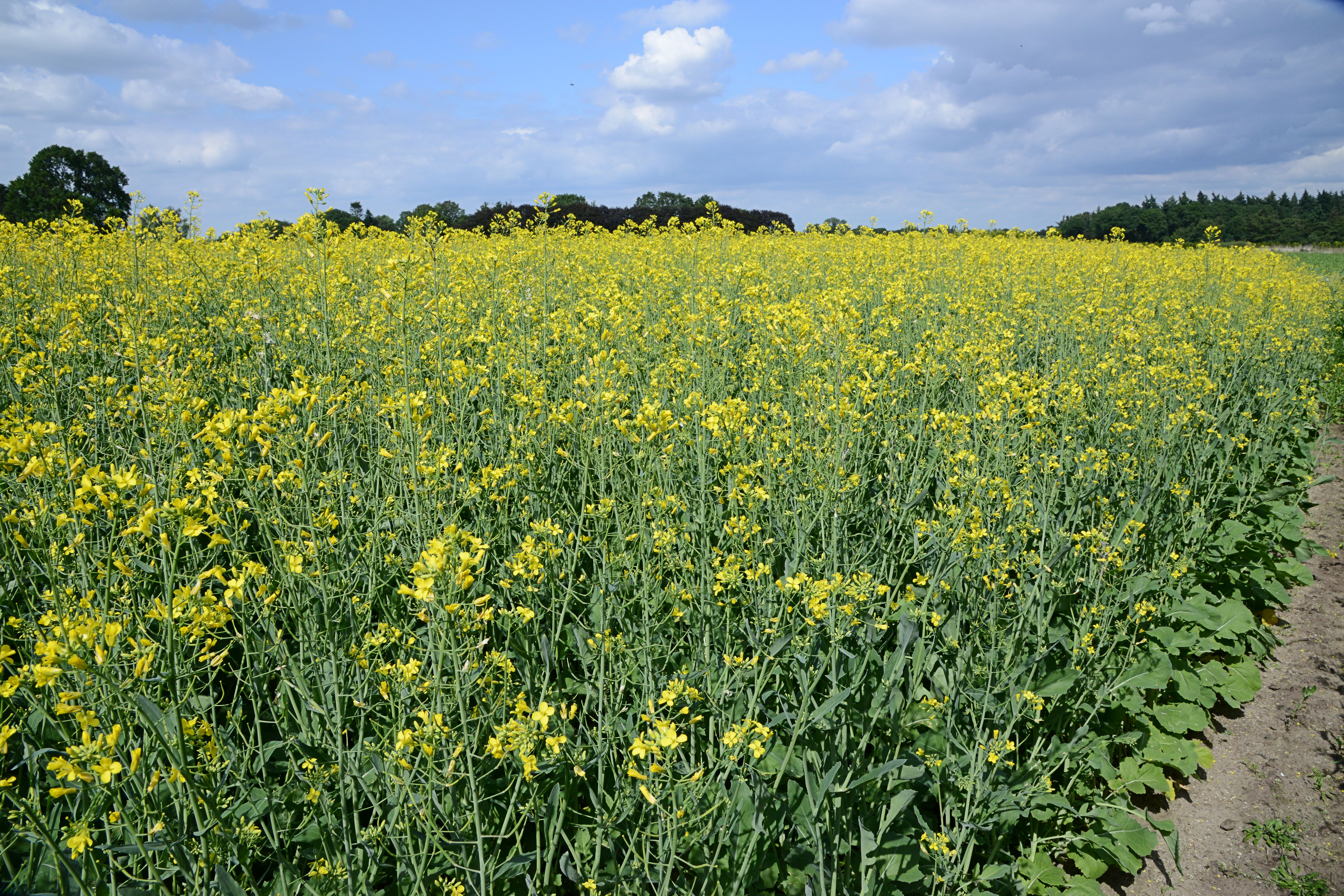
Zomerkoolzaadveld in Nederland
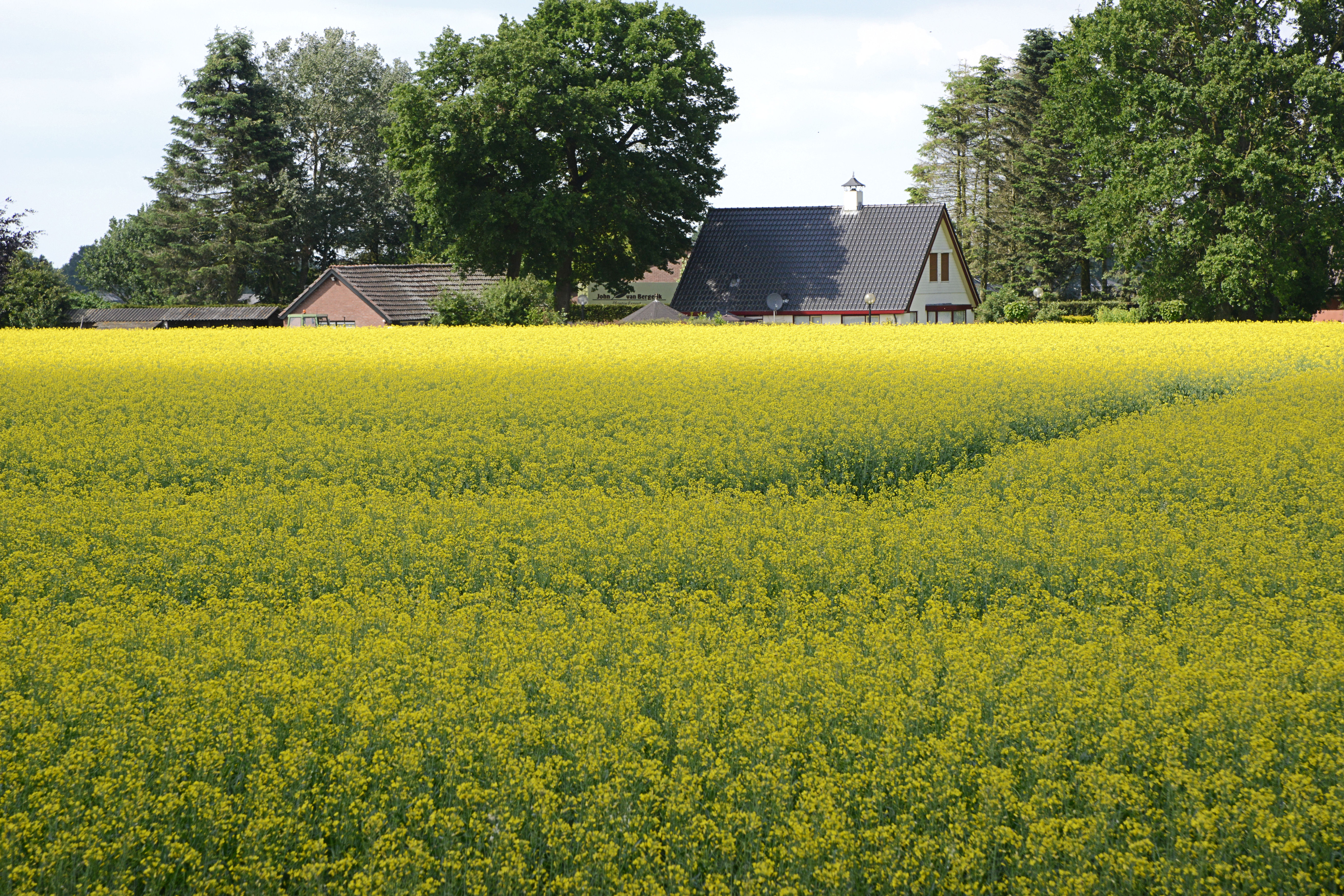
Zomerkoolzaadveld in Nederland